# Алы (село)
Алы (якут. Алыы) — село в Эвено-Бытантайском национальном улусе Республики Саха (Якутия) России. Входит в состав Нижне-Бытантайского наслега.

## География
Село находится в северной части Якутии, в гористой местности центрального Верхоянья, в левобережной части долины реки Бытантай, на расстоянии примерно 107 км (по прямой) от села Батагай-Алыта, административного центра улуса.

### Климат
Климат характеризуется как резко континентальный, с продолжительной морозной малоснежной зимой и коротким летом. Средняя температура воздуха самого тёплого месяца (июля) составляет 11,8 — 12,8 °C; самого холодного (января) — −40 °C. Среднегодовое количество атмосферных осадков составляет 170,1 мм. Снежный покров держится в течение 250—255 дней в году.

## Население
| 2002 | 2010 | 2021 |
| ---- | ---- | ---- |
| 0    | →0   | →0   |